# Cartmel (Halbinsel)

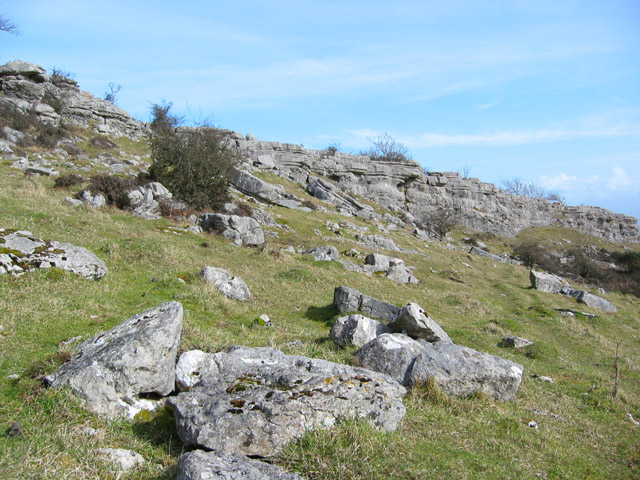
Kalksteinfelsen bei Grange-over-Sands auf der Halbinsel Cartmel

Cartmel ist eine Halbinsel im Süden von Cumbria, England. Historisch war sie, obwohl sie nördlich der Morecambe Bay liegt, ein Teil von Lancashire.
Die Halbinsel wird gelegentlich der Furness Halbinsel zugerechnet, ist aber klar geografisch abzugrenzen und muss dementsprechend auch eigenständig gesehen werden. Die Halbinsel Cartmel erstreckt sich in südlicher Richtung der Morecambe Bay. Im Westen wird Cartmel vom River Leven von der Halbinsel Furness abgegrenzt, im Osten bildet der River Winster die Grenze. Als nördliche Grenze wird die Grenze der historischen Grafschaft Westmorland, die ebenfalls vom River Winster gebildet wird, angesehen.
Das ländlich geprägte Gebiet wurde lange Zeit von den Mönchen der Cartmel Priory kontrolliert. Die Furness Railway hat dazu beigetragen, die Region zu erschließen. Der einzige größere Ort auf der Halbinsel ist Grange-over-Sands.